# 史达祖
史達祖（約1160年—約1210年），字邦卿，號梅溪，汴京（今河南开封）人。南宋词人。
生卒年不詳。寓居杭州。早年師事張磁，但屢試不中，只好當韩侂胄的幕僚，任“省吏”，负责撰拟文稿，“奉行文字，拟帖撰旨，俱出其手”，颇得韩的倚重。开禧三年（1207年）韩侂胄因开禧北伐事敗被杀，達祖遭到牵连，被處以黥刑，流放到江汉。晚年困頓而死。
達祖工於填詞，与姜夔齐名，并称“姜史”。姜夔称其词风“奇秀清逸”，善咏物，精於描写刻画，有《梅溪词》传世。

## 评价
- 王士祯《花草蒙恰》：“僕每讀史邦卿‘咏燕’詞，以為詠物至此，人巧極天工矣。”
- 彭孙遹说：“南宋词人如白石、梅溪、竹屋、梦窗、竹山诸家之中，当以史邦卿为第一。”